# Antoine de Saint-Exupéry
Antoine Marie Jean-Baptiste Roger de Saint-Exupéry, thường được biết tới với tên Antoine de Saint-Exupéry hay gọi tắt là Saint-Ex (sinh ngày 29 tháng 6 năm 1900 - mất tích ngày 31 tháng 7 năm 1944) là một nhà văn và phi công Pháp nổi tiếng. Saint-Exupéry được biết tới nhiều nhất với kiệt tác văn học Hoàng tử bé (Le Petit Prince).

## Thời thơ ấu
Jean-Baptiste Marie Roger de Saint-Exupéry sinh năm 1900 tại thành phố Lyon trong một gia đình quý tộc địa phương, ông là con thứ ba trong số năm người con của Bá tước Jean de Saint-Exupéry, một nhà buôn cổ phiếu, và bà Marie Boyer de Fonscolombe. Năm người con của ông bà là Marie-Madeleine, Simone, Antoine, François và Gabrielle. Ông Jean mất khi Antoine mới lên ba tuổi, bà Marie phải một mình nuôi dưỡng cả năm đứa trẻ, tuy vậy bà vẫn tạo cho những đứa con của mình một nền kiến thức và nhân cách rất tốt. Saint-Exupéry trải qua thời thơ ấu hạnh phúc ở Saint-Maurice-de-Rémens cùng cả gia đình. Tuy vậy năm 1917, bi kịch đầu tiên xảy ra với nhà văn tương lai, đó là cái chết vì viêm khớp của người em út François, mười năm sau đó, căn bệnh lao phổi cũng cướp đi tính mạng của người chị Marie-Madeleine của Saint-Exupéry.

## Đời phi công của ông
Antoine vào học kiến trúc tại École des Beaux-Arts (Trường Mỹ thuật). Năm 1921, ông bắt đầu đi nghĩa vụ quân sự và được điều đến Strasbourg để học nghề phi công. Tốt nghiệp một năm sau đó, Saint-Exupéry được đề nghị gia nhập không quân nhưng do gia đình vợ chưa cưới phản đối, ông phải quay trở về Paris để nhận một công việc bàn giấy. Tuy vậy, cuối cùng việc kết hôn của Antoine không thành và sau vài lần không thành công trong những công việc khác nhau, ông quyết định quay lại nghề phi công năm 1926.
Làm việc trong công ty Aéropostale chuyên vận chuyển bưu phẩm bằng đường không từ Toulouse đến Darkar, Saint-Exupéry trở thành một trong những phi công tiên phong thực hiện những chuyến bay vận chuyển bưu phẩm quốc tế, thời điểm mà những chiếc máy bay còn được trang bị rất nghèo nàn và những phi công hầu như phải bay bằng kinh nghiệm và bản năng của chính họ. Sau này Antoine đã phàn nàn rằng người lái những chiếc máy bay hiện đại giống nhân viên kế toán hơn là phi công thực sự. Cuối năm 1927, Saint-Exupéry được chỉ định làm giám đốc một sân bay ở Cap Juby, Maroc với nhiệm vụ cải thiện mối quan hệ của công ty với cả những người ly khai gốc Moor và những người Tây Ban Nha. Năm 1929, Saint-Exupéry đến Nam Mỹ để điều hành hãng bưu phẩm hàng không Aerolíneas Argentinas.
Tác phẩm đầu tiên của Saint-Exupéry, cuốn L'Aviateur (Người phi công) được xuất bản trên tạp chí Le Navire d'Argent. Trong thời gian làm việc cho Aéropostale, nhà văn cho xuất bản tập sách đầu tiên, Courrier Sud (Chuyến thư miền Nam) (1929). Năm 1931, tác phẩm Vol de Nuit (Bay đêm) kể về những năm tháng sống ở Nam Mỹ của nhà văn đã giành giải thưởng lớn Prix Femina của Văn học Pháp. Cùng năm này, tại Grasse, Saint-Exupéry đã cưới bà Consuelo Suncín Sandoval, một nhà văn, nghệ sĩ người Salvador đã từng có một đời chồng. Cuộc hôn nhân của hai người nghệ sĩ sau này gặp rất nhiều sóng gió, khi Saint-Exupéry thường xuyên xa nhà và ngoại tình với nhiều phụ nữ Pháp, trong đó có Hélène de Vogüé, người được thừa hưởng di sản văn học của Saint-Exupéry và là tác giả một cuốn tiểu sử về ông (với bút danh Pierre Chevrier).
Năm 1934, sau những khó khăn của công ty, Saint-Exupéry phải chuyển sang làm phóng viên cho báo Paris-Soir. Ông đã đến Việt Nam năm 1934 và Moskva năm 1935. Tháng 12 năm 1935, trong khi cố gắng phá vỡ kỷ lục thời gian bay từ Paris đến Sài Gòn, chiếc máy bay Caudron Simoun của Saint-Exupéry và người thợ máy đã rơi xuống một sa mạc ở Libya. Họ đã được những người Ả Rập giải cứu và câu chuyện này đã được nhà văn kể lại trong tác phẩm Terre des Hommes (Cõi người ta ) xuất bản năm 1939. Tác phẩm này được đánh giá rất cao và đã giành giải thưởng của Viện Hàn lâm Pháp.

## Tham gia chiến tranh và mất tích
Trong giai đoạn đầu của Chiến tranh thế giới thứ hai, Saint-Exupéry vẫn tiếp tục vừa viết văn vừa tiến hành những chuyến bay trinh sát cho Không quân Pháp (Armée de l'Air). Ngày 23 tháng 5 năm 1940, từ trên máy bay, ông đã chứng kiến đoàn xe tăng Đức (panzer) tấn công vùng Arras của nước Pháp . Năm 1942, sau khi chính phủ Pháp đầu hàng Đức Quốc xã, nhà văn bay sang Mỹ và sống ở Asharoken trên bờ biển phía Bắc của Long Island và sau đó là Thành phố Québec .

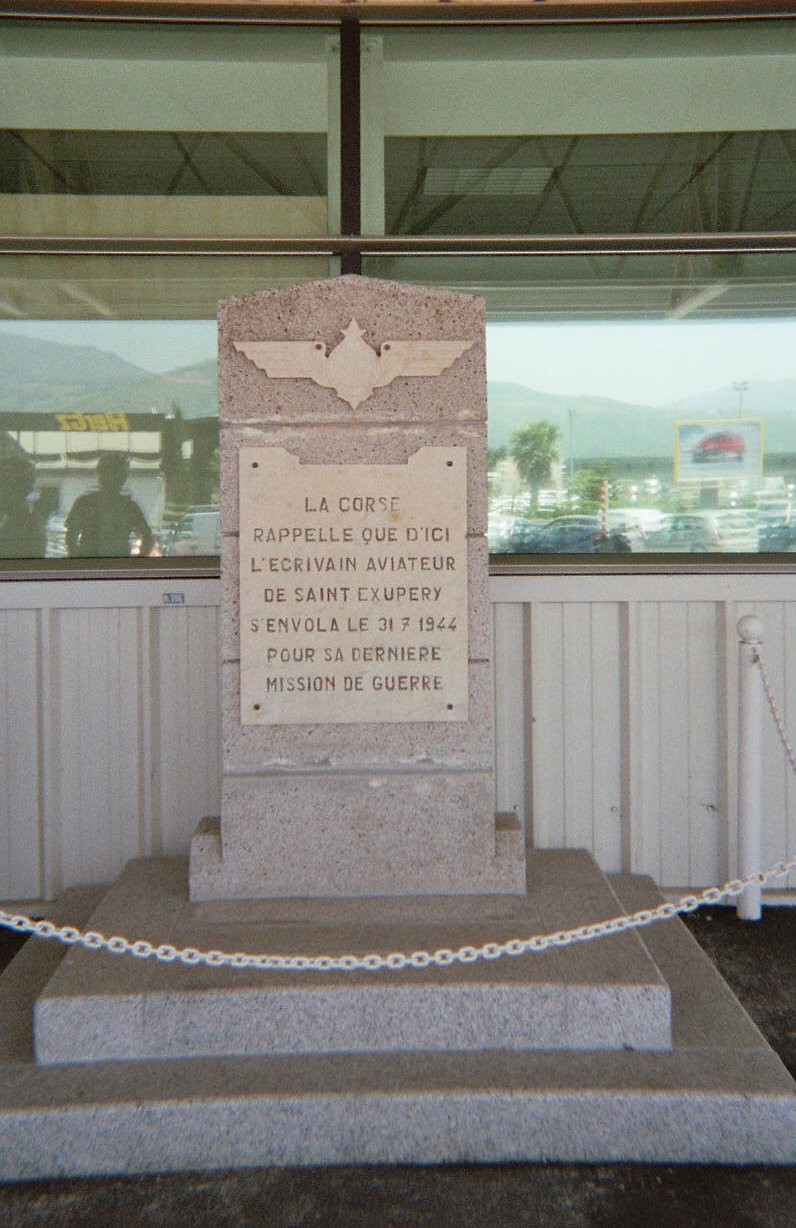
Đài tưởng niệm Saint-Exupéry trên sân bay Bastia nằm ở đảo Corse

Sau thời gian ở Bắc Mỹ, Saint-Exupéry trở về châu Âu chiến đấu cho Chính phủ tự do Pháp trong một phi đội vùng Địa Trung Hải. Ngày 31 tháng 7 năm 1944, ông lái chiếc máy bay kiểu P-38 Lightning mang số hiệu F-5B-1-LO, cất cánh từ một căn cứ trên Đảo Corse với nhiệm vụ thu thập thông tin về quân Đức ở thung lũng sông Rhone. Người ta không bao giờ còn nhìn thấy ông quay về. Một phụ nữ được ghi nhận đã nhìn thấy một chiếc máy bay rơi vào trưa ngày 1 tháng 8 ở gần Vịnh Carqueiranne; thi thể một quân nhân mặc quân phục Pháp cũng được tìm thấy vài ngày sau đó và được chôn cất ở Carqueiranne vào tháng 9.
Năm 1998, một người đánh cá được ghi nhận đã tìm thấy chiếc vòng tay bằng bạc của Saint-Exupéry trên biển phía Đông đảo Riou, Nam Marseille. Thoạt đầu người ta nghĩ rằng đây là một trò lừa, nhưng cuối cùng chiếc vòng được kiểm tra và xác nhận thực sự là của nhà văn. Nó được khắc tên vợ của Antoine và mắc vào một mảnh quân phục phi công của Saint-Exupéry. Ngày 7 tháng 4 năm 2004, các nhà nghiên cứu thuộc Cơ quan khảo cổ dưới nước Pháp đã xác nhận mảnh vụn của một chiếc P-38 Lightning được tìm thấy dưới đáy biển ngoài khơi Marseille năm 2000 là thuộc chiếc máy bay mất tích của Saint-Exupéry.
Trong hơn 50 năm kể từ ngày Saint-Exupéry mất tích, nguyên nhân chiếc máy bay bị tai nạn nằm trong vòng nghi vấn. Rất nhiều ý kiến cho rằng chiếc máy bay trinh sát này đã bị máy bay Đức bắn hạ. Tuy nhiên, ghi chép của quân đội Đức không cho thấy bất cứ chiếc máy bay nào bị bắn hạ ở vùng biển Địa Trung Hải vào ngày 31 tháng 7 và mảnh vụn của chiếc P-38 cũng không hề có dấu vết của một cuộc không chiến. Vì vậy, cũng có thể Saint-Exupéry đã gặp trục trặc kỹ thuật với chiếc máy bay của ông, thậm chí có người (như thợ lặn Luc Vanrell, người tìm thấy mảnh vỡ của chiếc P-38) cho rằng nhà văn đã tự sát. Cần biết thêm rằng Saint-Exupéry có ít kinh nghiệm với hệ thống dưỡng khí của chiếc máy bay và có thể là dưỡng khí đã hết trước khi phi công kịp quay về căn cứ.
Chỉ đến khi tìm thấy những mảnh vỡ của một chiếc máy bay Messerschmitt của Đức tìm thấy ngoài khơi Marseille, người ta mới lại điều tra về phía nước Đức. Cựu phi công của chiếc Messerschmitt, Horst Rippert, xác nhận đã bắn rơi một chiếc Lightning P-38 ở gần Marseille. Viên phi công nói rằng ông đã "luôn luôn hi vọng chiếc máy bay bị bắn rơi không phải là của Saint-Exupéry", vì "thời trẻ, chúng tôi đã đọc tất cả các tác phẩm của ông và chúng tôi yêu mến vô cùng những quyển sách đó". Kết quả đợt điều tra được Luc Vanrell và nhà báo Jacques Pradel tường thuật trong cuốn Saint-Exupéry, l’ultime secret (Saint-Exupéry, bí mật cuối cùng) do Nhà xuất bản Rocher phát hành ngày 20 tháng 3 năm 2008.

## Tác phẩm
Tác phẩm của Saint-Exupéry tập trung vào đề tài phi công hoặc lấy cảm hứng từ những chuyến bay của chính tác giả. Tác phẩm nổi tiếng nhất của ông, Hoàng tử bé, nói về cuộc gặp gỡ kỳ lạ giữa một phi công bị rơi xuống sa mạc với cậu bé ngoài hành tinh. Do mất tích khi mới 44 tuổi và cũng dành rất nhiều thời gian để thực hiện các chuyến bay, số lượng tác phẩm của Saint-Exupéry không nhiều, nhưng đa phần đều đặc sắc.

### Tiểu thuyết
- L'Aviateur (Người phi công, 1926)
- Courrier Sud (Chuyến thư miền Nam, 1929)
- Vol de Nuit (Bay đêm, 1931)
- Terre des Hommes (Cõi người ta [1], 1939)
- Pilote de Guerre (Phi công thời chiến, 1942)
- Lettre à un Otage (Thư gửi một con tin, 1943), sách thuộc thể loại chính luận
- Le Petit Prince (Hoàng tử bé, 1943)
- Citadelle (Cung thành, viết năm 1936, xuất bản sau khi ông mất, 1948)

### Ghi chép
- Moscou (viết cho báo Paris-Soir, 1935)
- Espagne ensanglantée (Tây Ban Nha đẫm máu, viết cho báo L'Intransigeant, 1936)
- Madrid (viết cho báo Paris-Soir, 1937)
- La Paix ou la guerre (Hòa bình hay chiến tranh, viết cho báo Paris Soir, 1938)
- Lettres des jeunesse (Thư từ thời trẻ, tập hợp các bức thư viết từ năm 1923 đến 1932, xuất bản sau khi ông mất)
- Carnets (Sổ ghi, tập hợp ghi chép từ năm 1936 đến trước khi mất tích, xuất bản sau khi ông mất)
- Lettres à sa mère (Thư gửi mẹ, tập hợp các bức thư từ năm 1910 đến năm 1944, xuất bản sau khi ông mất)
- Un sens à la vie (Ý nghĩa cuộc đời, xuất bản sau khi ông mất)

## Vinh danh
- Giải Femina năm 1931

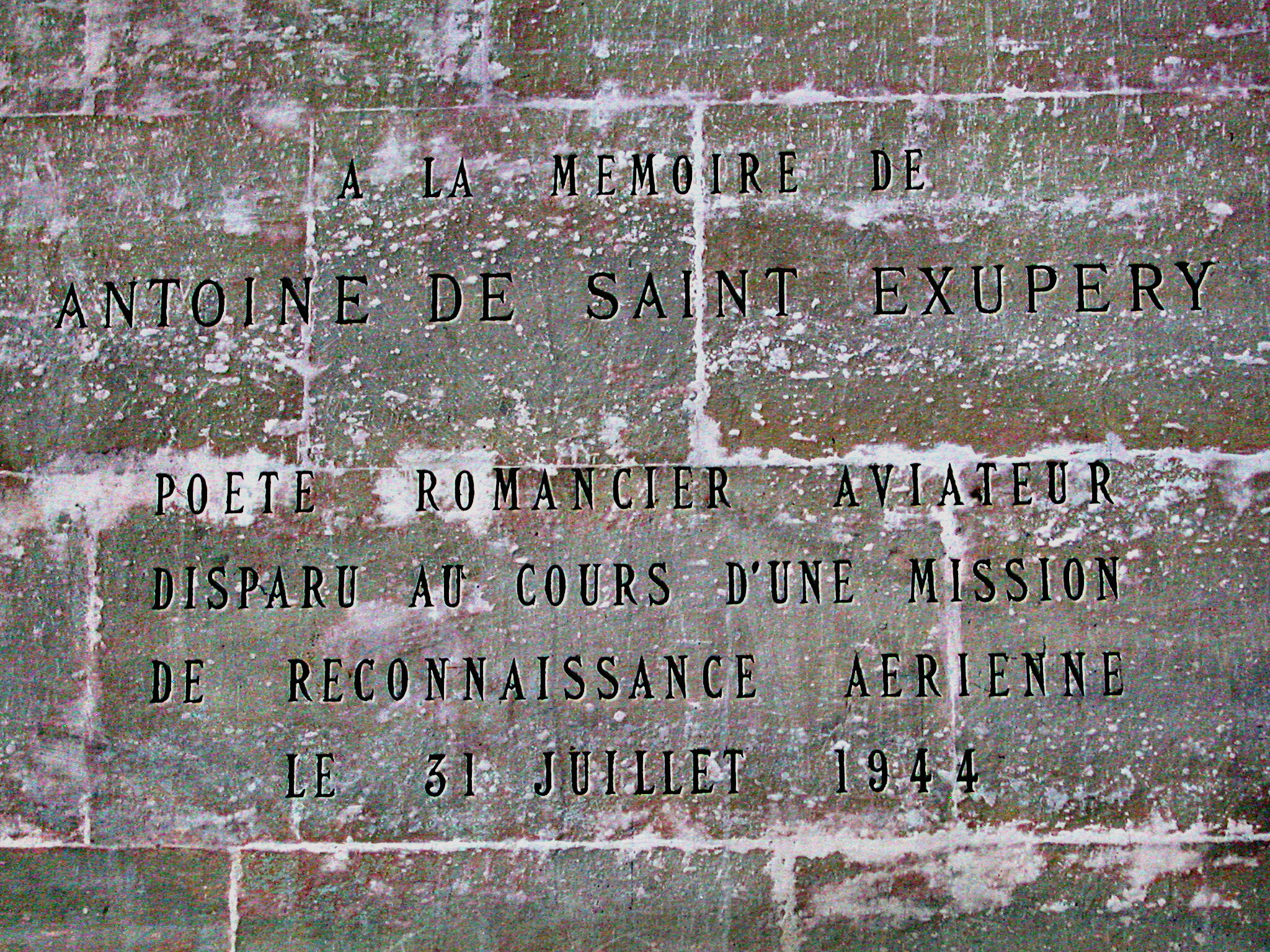
Biển tưởng niệm Saint-Exupéry trên tường điện Panthéon ở Paris

- Giải thưởng lớn cho tiểu thuyết của Viện hàn lâm Pháp năm 1939
- Trên bức tường của Điện Panthéon Paris, người ta đã gắn một tấm biển vinh danh nhà văn.
- Ngày 29 tháng 6 năm 2000, nhân dịp kỷ niệm 100 năm ngày sinh của Saint-Exupéry, sân bay quốc tế của thành phố Lyon đã được đổi theo tên của nhà văn, Aéroport Lyon Saint-Exupéry. Ga tàu TGV ở thành phố quê hương của nhà văn được mang tên ông, ga TGV Lyon-Saint-Exupéry.
- Tên ông được đặt cho một thiên thể, đó là tiểu hành tinh 2578 Saint-Exupéry (1975). Ngoài ra còn một đỉnh núi ở Patagonia, Argentina, nhiều trường học và đường phố ở Pháp đã được đặt tên theo tác giả của Hoàng tử bé.
- Cho đến trước khi đồng euro ra đời, hình của Saint-Exupéry và bức tranh do ông vẽ minh họa kiệt tác Hoàng tử bé được in trên tờ 50 franc của Pháp.
- Ngày 30.05.2013 nhân kỷ niệm 70 năm phát hành tác phẩm Le petit prince (Hoàng tử bé), Bảo tàng thành phố Tarfaya (Maroc) vừa tổ chức lễ vinh danh nhà văn - phi công Pháp Antoine de Saint-Exupéry. Tarfaya - một ốc đảo ở miền nam Maroc - là nơi Saint-Exupéry đã làm việc trong 18 tháng với tư cách trưởng trạm trung chuyển của Công ty bưu chính hàng không Aéropostale. Tại đây, Saint-Exupéry đã viết tiểu thuyết đầu tay Courier sud (Thư miền nam). Cảnh trời xanh với ánh nắng rực rỡ và bãi cát vàng mênh mông của hoang mạc Tarfaya cũng là nguồn cảm hứng cho những minh họa của Saint-Exupéry trong Le petit prince được sáng tác hơn mười năm sau.

### Chuyện bên lề
- Một số tờ 50 franc do Ngân hàng Trung ương Pháp phát hành đã in nhầm tên của nhà văn thành "Antoine de Saint Éxupéry"[5]